# Encalypta
Encalypta, rod pravih mahovina iz porodice Encalyptaceae.. Pripada mu 34 vrste čija je rasprostranjenost Sjeverna Amerika, Meksiko, Karibi, Srednja Amerika, Južna Amerika, Europa, Azija, Afrika, Otoci Indijskog oceana (Madagaskar), Pacifički otoci (Novi Zeland), Australija. Encalypta se može odvojiti od jedinog drugog roda u porodici, Bryobrittonia, po papiloznim distalnim stanicama lista i manje-više cijelim rubovima lista.
Ime roda dolazi po grčki en, u, i kalyptos, pokrivač ili veo ili poklopac, aludirajući na kaliptru.

## Vrste
Vrste prema GBIF-u
1. Encalypta affinis R.Hedw.
2. Encalypta alpina Sm.
3. Encalypta altunense Mamtimin & Sabiram
4. Encalypta armata Broth. ex Dusén
5. Encalypta asiatica J.C.Zhao & Lin Li
6. Encalypta asperifolia Mitt.
7. Encalypta brevicolla (Bruch & Schimp.) Ångstr.
8. Encalypta brevipes Schljakov
9. Encalypta buxbaumioidea T.Cao, C.Gao & X.L.Bai
10. Encalypta ciliata Hedw.
11. Encalypta cuspidata Bruch & Schimp. ex Müll.Hal.
12. Encalypta driva K.Hassel & Høitomt
13. Encalypta flowersiana D.G.Horton
14. Encalypta gyangzeana C.Feng, X.M.Shao & J.Kou
15. Encalypta hedbergii P.de la Varde
16. Encalypta kangchenjungae D.G.Long & P.Shrestha
17. Encalypta lacera Renauld & Cardot
18. Encalypta longicolla Bruch
19. Encalypta microstoma Bals.-Criv. & De Not.
20. Encalypta mutica I.Hagen
21. Encalypta papillosa C.Feng, J.Kou & B.Niu
22. Encalypta peruviana Broth.
23. Encalypta pilifera Funck
24. Encalypta procera Bruch
25. Encalypta rauhii Buchloh
26. Encalypta rhabdocarpa Schwägr.
27. Encalypta rhaptocarpa Schwägr.
28. Encalypta robbinsii (Sainsbury) Brinda, Ignatov & Fedosov
29. Encalypta sandwicensis Sull.
30. Encalypta schelpei (Hedd.) Ignatov & Fedosov
31. Encalypta sibirica (Weinm.) Warnst.
32. Encalypta sinica J.C.Zhao & Min Li
33. Encalypta spathulata Müll.Hal.
34. Encalypta streptocarpa Hedw.
35. Encalypta sylvatica F.J.Shen & J.C.Zhao
36. Encalypta texana Magill
37. Encalypta tianschanica J.C.Zhao, R.L.Hu & S.He
38. Encalypta tibetana Mitt.
39. Encalypta trachymitria Ripart
40. Encalypta vittiana D.G.Horton
41. Encalypta vulcanica Müll.Hal.
42. Encalypta vulgaris Hedw.